# Giano di Savoia
Giano di Savoia, detto anche Giano di Ginevra (Ginevra, 1440 – Annecy, 22 dicembre 1491), è stato un membro della casa di Savoia, conte in appannaggio della contea di Ginevra (Genevois), barone di Faucigny e Beaufort dal 1460 fino alla sua morte.

## Biografia

### Origini
Giano fu il terzo figlio maschio di Ludovico di Savoia, secondo duca di Savoia, principe di Piemonte, conte di Aosta e Maurienne e Anna di Lusignano o di Cipro, figlia di Giano, re di Cipro e re titolare di Gerusalemme. Prese un nome usato dalla casa materna di Lusignano. La sua data di nascita non è nota con precisione. Il genealogista della casa di Savoia, Samuel Guichenon, non ne dà nessuno. Lo storico svizzero Édouard Mallet (1805-1856) dà l'8 novembre 1440 e il sito Terre medievali dà l'8 settembre 1440.
Fu allevato alla corte del duca Carlo di Orleans. Lo storico Laurent Perrillat lo descrive molto probabilmente come "raffinato (persino effeminato?), Colto e saggio"

### Conte di Ginevra
Il fratello maggiore di Giano, Luigi, lasciò il titolo di conte di Ginevra per diventare re di Cipro. Giano ricevette l'appanaggio di Genevois il 13 febbraio 1460, a Chieri, diventando anche barone di Faucigny e Beaufort, signore di Ugine, Faverges e Gordans.
Suo padre, con due atti del 27 settembre 1463, gli concedette di ricevere l'omaggio dei vassalli e una pensione di 6000 fiorini. Giano così ottenne il pieno potere politico e finanziario sul suo appannaggio. Quando suo padre morì nel 1466, ricevette il pieno possesso del suo principato e così da governarlo direttamente. Fu durante questo periodo che suo fratello maggiore, Luigi, incapace di mantenere il titolo di re di Cipro, ritornò in patria e cercò di contestare l'eredità del fratello minore.
Giano firmò un contratto di matrimonio il 2 marzo 1465 al castello di Beaurevoir per sposare Elena, figlia di Luigi di Lussemburgo conestabile di Saint-Pol e i due si sposarono l'anno successivo, a Ginevra.
Durante il conflitto tra il re di Francia, Luigi XI, e il duca di Borgongna Carlo il Temerario, nel 1468, Giano si schierò dalla parte della Francia, mentre suo fratello maggiore Filippo II di Savoia, si schierò al fianco dei Borgognoni. Questa posizione gli fece assumere un ruolo importante nell'ospitare nel suo castello Annecy i colloqui di pace tra gli Svizzeri, alleati del re di Francia, e i diplomatici del nuovo duca di Savoia, il suo piccolo nipote Filiberto I, che aveva perso la guerra al fianco del duca di Borgogna. In una posizione debole, i Savoia del ramo principale dovettero quindi rinunciare in favore degli Svizzeri a determinate terre nei paesi del Vaud e del Basso Vallese.
Durante il suo governo, risiedette non solo nel castello di Annecy, capitale della contea, ma anche nei castelli della contea di Duingt, acquisiti nel 14628, Clermont e Bonneville, che fu la sua seconda capitale.
Nel 1471 fondò un convento di Cordiglieri a Cluses ma la città rimase distrutta dalle fiamme già nel 1478.

### Morte e sepoltura
Giano scrisse il testamento il 22 aprile 1491 al Castello di Annecy. Sua figlia Louise venne nominata erede universale, nel caso in cui lui non riuscisse ad avere una discendenza maschile con la sua seconda moglie.
Ma egli morì lo stesso anno a Ginevra, forse il 22 dicembre, a meno che quella data non fosse la data della sua sepoltura. Venne sepolto nella chiesa del convento dei domenicani di Annecy, nella cappella di Notre-Dame de Pitié e Saint-Michel, accanto alla prima moglie, che era deceduta nel giugno del 1488. Questa cappella fu costruita su sua richiesta il 23 maggio 1478. La sua tomba è in marmo nero e non reca alcuna iscrizione.
Gli appannaggi di Genevois, Faucigny e Beaufort ritornarono in seguito al dominio ducale del ramo primogenito di Savoia.

## Matrimoni e discendenza
Giano di Savoia si sposò una prima volta nel 1466 con Elena di Lussemburgo, morta nel 1488, con la quale ebbe una figlia, Luisa (1467-1530).
Si risposò con un secondo matrimonio, nel 1488, con Madeleine de Brosse, detta di Bretagna, dalla quale non ebbe discendenza.
La figlia Luisa di Savoia nacque nel 1467 a Talloires. Venne "portata al battesimo" dal vescovo di Ginevra, Jean-Louis di Savoia, suo zio. Samuel Guichenon la definì "Marchesa de Bauge (o Bagé), Signora de Thorens, Richemont, Montrosset, Arbusigny, Duyn, Conflens e Cusy". Fu promessa sposa il 10 aprile 1473 a suo cugino Carlo di Savoia, figlio del duca Amedeo IX di Savoia. Tuttavia fu sposata, il 23 settembre 1483, al fratello di quest'ultimo, Giacomo Luigi di Savoia (Chambéry, 1º luglio 1470 – Torino, 27 luglio 1485), Marchese di Gex, senza avere figli da lui.
Il 28 novembre 1487 Luisa si risposò con Francesco di Lussemburgo, visconte di Martigues, figlio di Thibault di Lussemburgo, signore delle Fiennes, conte di Brienne e sua moglie Philippine (Philippotte) di Melun. Portando in dote le signorie "di Evian, Féternes, Monteil, Vevey, Blonay e il Tour de Peyl nel Pays de Vaud".
Dal matrimonio con Francesco di Lussemburgo nacquero (v. genealogia sul sito fmg.ac/MedLands - Foundation for Medieval Genealogy):
- Francesco (+ 1553), Governatore Generale della Savoia nel 1534, marito di Carlotta (Charlotte) de Brosse e antenato materno di Giovanna Battista di Savoia Nemours, Duchessa di Savoia per matrimonio con Carlo Emanuele II;
- Gabriele, Cavaliere dell'Ordine di S. Giovanni.
Morì il 1º maggio 1530 e fu sepolta, come i suoi genitori, nella chiesa del convento dei domenicani di Annecy.

## Ascendenza
|                       |                    |                                 | Genitori                         |  |  | Nonni |  |  | Bisnonni             |  |  | Trisnonni           |  |
|                       |                    |                                 |                                  |  |  |       |  |  | Amedeo VII di Savoia |  |  | Amedeo VI di Savoia |  |
|                       |                    |                                 |                                  |  |  |       |  |  | Amedeo VII di Savoia |  |  | Amedeo VI di Savoia |  |
|                       |                    | Bona di Borbone                 |                                  |  |  |       |  |  | Amedeo VII di Savoia |  |  |                     |  |
| Amedeo VIII di Savoia |                    |                                 |                                  |  |  |       |  |  | Amedeo VII di Savoia |  |  |                     |  |
|                       |                    | Bona di Berry                   | Giovanni I di Berry              |  |  |       |  |  |                      |  |  |                     |  |
|                       |                    | Bona di Berry                   | Giovanni I di Berry              |  |  |       |  |  |                      |  |  |                     |  |
|                       |                    | Bona di Berry                   | Giovanna d'Armagnac              |  |  |       |  |  |                      |  |  |                     |  |
| Ludovico di Savoia    |                    | Bona di Berry                   |                                  |  |  |       |  |  |                      |  |  |                     |  |
|                       |                    | Filippo II di Borgogna          | Giovanni II di Francia           |  |  |       |  |  |                      |  |  |                     |  |
|                       |                    | Filippo II di Borgogna          | Giovanni II di Francia           |  |  |       |  |  |                      |  |  |                     |  |
|                       |                    | Filippo II di Borgogna          | Bona di Lussemburgo              |  |  |       |  |  |                      |  |  |                     |  |
| Maria di Borgogna     |                    | Filippo II di Borgogna          |                                  |  |  |       |  |  |                      |  |  |                     |  |
|                       |                    | Margherita III delle Fiandre    | Luigi II di Fiandra              |  |  |       |  |  |                      |  |  |                     |  |
|                       |                    | Margherita III delle Fiandre    | Luigi II di Fiandra              |  |  |       |  |  |                      |  |  |                     |  |
|                       |                    | Margherita III delle Fiandre    | Margherita di Brabante           |  |  |       |  |  |                      |  |  |                     |  |
| Giano di Savoia       |                    | Margherita III delle Fiandre    |                                  |  |  |       |  |  |                      |  |  |                     |  |
|                       | Giacomo I di Cipro | Ugo IV di Cipro                 |                                  |  |  |       |  |  |                      |  |  |                     |  |
|                       | Giacomo I di Cipro | Ugo IV di Cipro                 |                                  |  |  |       |  |  |                      |  |  |                     |  |
|                       | Giacomo I di Cipro | Alice d'Ibelin                  |                                  |  |  |       |  |  |                      |  |  |                     |  |
| Giano di Cipro        | Giacomo I di Cipro |                                 |                                  |  |  |       |  |  |                      |  |  |                     |  |
|                       |                    | Helvis di Brunswick-Grubenhagen | Filippo di Brunswick-Grubenhagen |  |  |       |  |  |                      |  |  |                     |  |
|                       |                    | Helvis di Brunswick-Grubenhagen | Filippo di Brunswick-Grubenhagen |  |  |       |  |  |                      |  |  |                     |  |
|                       |                    | Helvis di Brunswick-Grubenhagen | Helvis de Dampierre              |  |  |       |  |  |                      |  |  |                     |  |
| Anna di Cipro         |                    | Helvis di Brunswick-Grubenhagen |                                  |  |  |       |  |  |                      |  |  |                     |  |
|                       |                    | Giovanni I di Borbone-La Marche | Giacomo I di Borbone-La Marche   |  |  |       |  |  |                      |  |  |                     |  |
|                       |                    | Giovanni I di Borbone-La Marche | Giacomo I di Borbone-La Marche   |  |  |       |  |  |                      |  |  |                     |  |
|                       |                    | Giovanni I di Borbone-La Marche | Giovanna di Châtillon-Saint Paul |  |  |       |  |  |                      |  |  |                     |  |
| Carlotta di Borbone   |                    | Giovanni I di Borbone-La Marche |                                  |  |  |       |  |  |                      |  |  |                     |  |
|                       |                    | Caterina di Vendôme             | Giovanni VI di Vendôme           |  |  |       |  |  |                      |  |  |                     |  |
|                       |                    | Caterina di Vendôme             | Giovanni VI di Vendôme           |  |  |       |  |  |                      |  |  |                     |  |
|                       |                    | Caterina di Vendôme             | Giovanna di Ponthieu             |  |  |       |  |  |                      |  |  |                     |  |
|                       |                    | Caterina di Vendôme             |                                  |  |  |       |  |  |                      |  |  |                     |  |